# Баташовы
Баташовы (Баташевы, Боташевы) — дворянский род.
В 1573 году опричником Ивана Грозного числился Поликарп Боташев.
Восходит к концу XVI века, хотя, по официальным данным, родоначальником признаётся Иван Андреевич Баташов, упоминаемый лишь с 1622 года, как городовой дворянин по Смоленску и Туле. Потомство его двух сыновей Автамона и Дементия утратило дворянство и было записано в однодворцах, но в конце XVIII века и начале XIX века Андрей (1729—1799) и Иван (1741—1821) Родионовичи Баташовы были восстановлены и даже получили Высочайше утверждённый герб, внесённый в V часть Общего Гербовника.
Род Баташовых, весьма многочисленный, записан в VI часть родословных книг губерний: Тамбовской, Тульской, Нижегородской, Московской и Калужской.

## Описание гербов

### Герб Баташевых 1785 г.
В Гербовнике Анисима Титовича Князева 1785 года имеется изображение печати с гербом Андрея Родионовича Баташева: в синем поле щита серебряный скачущий вправо единорог. Щит украшает коронованный дворянский шлем, без шейного клейнода. Нашлемник: до половины выходящий единорог. Цветовая гамма намёта не определена.

### Герб. Часть V. № 76
В голубом поле серебряный единорог, бегущий в правую сторону.
Щит увенчан дворянскими шлемом и короной. Нашлемник: до половины выходящий единорог. Намёт на щите голубой, подложенный серебром.